# Hochschulradio in Polen
Die Hochschulradios in Polen lassen sich in zwei Gruppen aufteilen. Zum einen in die dem Netzwerk der „polnischen akademischen Rundfunksender“ PRA angeschlossenen Sender und zum anderen in die der unabhängigen außerhalb dieser Vereinigung stehenden Sender.

## PRA
Ein Großteil der polnischen Hochschulradios ist der Gruppe der „polnischen akademischen Rundfunksender“ (polnisch: Polskie Rozgłośnie Akademickie, PRA), einem Übereinkommen der Chefredakteure zugelassener Studentensender, zu einem Netzwerk angeschlossen. Diese Gruppe ist im Jahr 2003 in Rzeszów durch acht polnische Studentensender im Radionetz gegründet worden. Das Ziel des Übereinkommens ist die Integration der Sender in Polen durch eine gemeinsame Strategie der Programm-, Promotion- und der kommerziellen Tätigkeiten. Derzeitiger 1. Vorsitzender der PRA ist Andrzej Blahaczek, Chefredakteur von Radio Centrum in Rzeszów.
In ihrem Bereich werden 5,4 Mio. potentiellen Zuhörer terrestrisch erreicht, davon über 900.000 Studenten. Ebenso kann man alle Sender der PRA weltweit über Internet via Livestream empfangen. Einige sind auch in das örtliche Kabelnetz eingespeist.
Die Radiosender handeln im Rahmen des Netzwerkes. 

## Musikformate
Die Sender haben zum Teil sehr unterschiedliche Musikformate, spielen im Allgemeinen jedoch alternative Musik abseits des Mainstreams, meistens Rock. Der Großteil der Stationen spielt keine bzw. kaum Hits, die man sonst auf anderen polnischen Radiosendern hört. Die Berichterstattung beschränkt sich überwiegend auf Nachrichten und das Studentenleben. Nur ein Teil der Sender hat auch städtischen Charakter. Das älteste Studentenradio in Polen ist das 1951 gegründete Radiosupeł der Medizinischen Universität Białystok, welches allerdings nicht Mitglied der PRA ist.

## Radiosender innerhalb der PRA
| Name                                                                                                 | Stadt        | Hochschule                                                        | Jahr                                                                          | Empfang                     |
| --- | ------------ | ----------------------------------------------------------------- | ----------------------------------------------------------------------------- | --------------------------- |
| Akademickie Radio Kampus                                                                             | Warschau     | Universität Warschau                                              | 2005 Sendebeginn                                                              | UKW 97,1 MHz via Livestream |
| Akademickie Radio LUZ                                                                                | Breslau      | Technische Universität Breslau                                    | 2006 Konzession unter diesem Namen                                            | UKW 91,6 MHz via Livestream |
| Radio Afera                                                                                          | Posen        | Technische Universität Posen                                      | 1990 Sendebeginn                                                              | UKW 98,6 MHz via Livestream |
| Radio Akadera                                                                                        | Białystok    | Technische Universität Białystok (Politechnika Białostocka)       | 1984 Sendebeginn „Piratenstatus“ von 1992 bis 1994, ab 1994 wieder zugelassen | UKW 87,7 MHz via Livestream |
| Radio Centrum                                                                                        | Lublin       | Maria-Curie-Skłodowska-Universität                                | 1995 Sendebeginn                                                              | UKW 98,2 MHz via Livestream |
| Radio Centrum                                                                                        | Rzeszów      | Technische Universität Rzeszów (Politechnika Rzeszowska)          | 1970 erste Anfänge seit 1994 auf UKW                                          | UKW 95,9 MHz via Livestream |
| Radio Index                                                                                          | Zielona Góra | Universität Zielona Góra                                          | 1996 Konzession                                                               | UKW 96,0 MHz via Livestream |
| Radio UWM FM                                                                                         | Olsztyn      | Universität Ermland-Masuren (Uniwersytet Warmińsko-Mazurski, UWM) | 2000 Konzession                                                               | UKW 95,9 MHz via Livestream |
| Studenckie Radio Żak Politechniki Łódzkiej („Studentisches Radio Żak“; Żak: altpolnisch für Student) | Łódź         | Technische Universität Łódź                                       | 1959 Sendebeginn                                                              | UKW 88,8 MHz via Livestream |

## Radiosender außerhalb der PRA
| Name                                                                                    | Stadt     | Hochschule                                                              | Jahr                                                | Empfang                      |
| --------------------------------------------------------------------------------------- | --------- | ----------------------------------------------------------------------- | --------------------------------------------------- | ---------------------------- |
| ArcyRadio – studenckie radio Szczecina                                                  | Stettin   |                                                                         |                                                     | via Livestream               |
| Emiter - Studenckie studio radiowe („Studentisches Internetradio“)                      | Opole     | Technische Universität Oppeln                                           | 1969 Sendebeginn                                    | via Livestream               |
| Radio Aktywne                                                                           | Warschau  | Technische Universität Warschau                                         | 2004 Sendebeginn                                    | via Livestream               |
| Radio Egida                                                                             | Kattowitz | Schlesische Universität                                                 | 1969 Sendebeginn                                    | via Livestream               |
| Radiofonia - Akademickie Radio Społeczne („Rundfunk - akademisches Gemeinschaftsradio“) | Krakau    | gemeinschaftlich                                                        | 1994 Sendebeginn                                    | UKW 100,5 MHz via Livestream |
| Radio Jantar - Studenckie Radio Internetowe („Studentisches Internetradio“)             | Koszalin  | Technische Universität Koszalin (Politechnika Koszalińska)              | 1972 Sendebeginn                                    | via Livestream               |
| RadioSAR.pl - Studencka Agencja Radiowa („Studentische Radioagentur“)                   | Danzig    | Technische Universität Danzig                                           | 1957 erste Anfänge                                  | via Livestream               |
| Radio Sfera                                                                             | Toruń     | Universität Thorn                                                       | 1996 Sendebeginn                                    | via Livestream               |
| Radiosupeł                                                                              | Białystok | Medizinische Universität Białystok (Uniwersytet Medyczny w Białymstoku) | 1951 Sendebeginn (ältestes Studentenradio in Polen) | UKW 95,0 MHz                 |
| Studenckie Centrum Radiowe NOWINKI („Studentisches Radiozentrum der Neuigkeiten“)       | Krakau    | Technische Universität Krakau                                           | 1958 Sendebeginn                                    | via Livestream               |